# Discografia de No Doubt
A discografia de No Doubt, banda norte-americana, consiste em seisálbuns de estúdio, três compilações, três álbuns de vídeo, dezassete vídeoclipes e dezanove singles oficiais.

## Álbuns

### Álbuns de estúdio
| 1992 | No Doubt - Lançamento: 17 de Março de 1992 - Editora discográfica: Interscope - Formato(s): CD, CC, Vinil                     | 1 | 1 | 3 | 87 | 90  | 7   | —  | 20 | —  | 9 | - - : 987 mil - : 400 mil - : 89 mil | — |
| 1995 | The Beacon Street Collection - Lançamento: 3 de Março de 1995 - Editora discográfica: Beacon Street Records - Formato(s): CD  | 4 | — | 8 | —  | 143 | 100 | —  | 76 | 23 | 2 | - : 260 mil - : 68 mil - : 9 mil     | |
| 1995 | Tragic Kingdom - Lançamento: 10 de Outubro de 1995 - Editora discográfica: Trauma, Interscope - Formato(s): CD                | 1 | 1 | 1 | 1  | 1   | 1   | 2  | 1  | 1  | 1 | - : 10 milhões - : 20 milhões        | - BVMI: Ouro - CAPIF: Ouro - ARIA: 4× Platina - CRIA: Diamante - RIAA: Diamante - SNEP: 2× Ouro - BPI: Platina - IFPI: 2× Platina |
| 2000 | Return of Saturn - Lançamento: 11 de Abril de 2000 - Editora discográfica: Interscope - Formato(s): CD                        | 1 | 1 | 3 | 1  | 1   | 2   | 1  | 5  | 1  | 7 | - : 5,6 milhão - : 14 milhões        | - CRIA: Platina - RIAA: Platina                                                                                                   |
| 2001 | Rock Steady - Lançamento: 11 de Dezembro de 2001 - Editora discográfica: Interscope - Formato(s): CD                          | 9 | 2 | 3 | 1  | 7   | 4   | 30 | 5  | 1  | 2 | - : 3 milhão - : 7 milhões           | - ARIA: Ouro - CRIA: Platina - RIAA: 2× Platina - BPI: Prata                                                                      |
| 2012 | Push and Shove - Lançamento: 21 de Setembro de 2012 - Editora discográfica: Interscope - Formato(s): CD, LP, download digital | 1 | 3 | 1 | 5  | 3   | 6   | 2  | 11 | 3  | 1 | - : 730 mil                          | |
| "—" denota um título que não tenha entrado na tabela musical do respectivo país ou que ainda não foi lançado. | |   |   |   |    |     |     |    |    |    |   |                                      | |

### Álbuns de compilação
| 2003                                                                             | The Singles 1992-2003 - Lançamento: 25 de Novembro de 2003 - Editora discográfica: Interscope - Formato(s): CD | 1 | 1 | 6 | 2 | 1 | 5 | 1 | 8 | 1 | 5 | - : 6 milhões - : 2,2 milhões | - CAPIF: Ouro - ARIA: Platina - CRIA: 2× Platina - RIAA: 2× Platina - BPI: Platina - IFPI: Platina |
| "—" denota um título que não tenha entrado na tabela musical do respectivo país. | |   |   |   |   |   |   |   |   |   |   |                               | |

### Box sets
- 1997: Collector's Orange Crate
- 2003: Boom Box

## Singles
| Ano  | Título                      | Melhor posição nas tabelas musicais | Melhor posição nas tabelas musicais | Melhor posição nas tabelas musicais | Melhor posição nas tabelas musicais | Melhor posição nas tabelas musicais | Melhor posição nas tabelas musicais | Melhor posição nas tabelas musicais | Melhor posição nas tabelas musicais | Melhor posição nas tabelas musicais | Melhor posição nas tabelas musicais | Álbum                        |
| Ano  | Título                      | ALE                                 | AUS                                 | AUT                                 | CAN                                 | EUA                                 | FRA                                 | GBR                                 | NZ                                  | SUE                                 | SUI                                 | Álbum                        |
| ---- | --------------------------- | ----------------------------------- | ----------------------------------- | ----------------------------------- | ----------------------------------- | ----------------------------------- | ----------------------------------- | ----------------------------------- | ----------------------------------- | ----------------------------------- | ----------------------------------- | ---------------------------- |
| 1992 | "Trapped in a Box"          | —                                   | —                                   | —                                   | —                                   | —                                   | —                                   | —                                   | —                                   | —                                   | —                                   | No Doubt                     |
| 1994 | "Squeal"                    | —                                   | —                                   | —                                   | —                                   | —                                   | —                                   | —                                   | —                                   | —                                   | —                                   | The Beacon Street Collection |
| 1994 | "Doghouse"                  | —                                   | —                                   | —                                   | —                                   | —                                   | —                                   | —                                   | —                                   | —                                   | —                                   | The Beacon Street Collection |
| 1995 | "Just a Girl"               | 24                                  | 3                                   | 21                                  | 25                                  | 10                                  | 28                                  | 3                                   | 9                                   | 14                                  | 31                                  | Tragic Kingdom               |
| 1996 | "Spiderwebs"                | —                                   | 46                                  | —                                   | 11                                  | 5                                   | —                                   | 16                                  | 30                                  | 23                                  | —                                   | Tragic Kingdom               |
| 1996 | "Don't Speak"               | 2                                   | 1                                   | —                                   | 1                                   | —                                   | 4                                   | 1                                   | 1                                   | 1                                   | 1                                   | Tragic Kingdom               |
| 1996 | "Excuse Me Mr."             | —                                   | —                                   | —                                   | —                                   | —                                   | —                                   | —                                   | —                                   | —                                   | —                                   | Tragic Kingdom               |
| 1997 | "Happy Now?"                | —                                   | —                                   | —                                   | —                                   | —                                   | —                                   | —                                   | —                                   | —                                   | —                                   | Tragic Kingdom               |
| 1997 | "Sunday Morning"            | —                                   | 21                                  | —                                   | 33                                  | —                                   | —                                   | 50                                  | —                                   | 55                                  | —                                   | Tragic Kingdom               |
| 1997 | "Hey You"                   | —                                   | —                                   | —                                   | —                                   | —                                   | —                                   | —                                   | —                                   | —                                   | —                                   | Tragic Kingdom               |
| 1999 | "New"                       | —                                   | —                                   | —                                   | —                                   | —                                   | —                                   | 30                                  | —                                   | —                                   | —                                   | Return of Saturn             |
| 2000 | "Ex-Girlfriend"             | 34                                  | 9                                   | —                                   | 40                                  | —                                   | —                                   | 23                                  | 11                                  | 18                                  | —                                   | Return of Saturn             |
| 2000 | "Simple Kind of Life"       | —                                   | —                                   | —                                   | 52                                  | 38                                  | —                                   | —                                   | —                                   | —                                   | —                                   | Return of Saturn             |
| 2000 | "Bathwater"                 | 73                                  | 79                                  | —                                   | —                                   | —                                   | —                                   | —                                   | —                                   | —                                   | —                                   | Return of Saturn             |
| 2001 | "Hey Baby"                  | 8                                   | 7                                   | 12                                  | —                                   | 5                                   | 47                                  | 2                                   | 2                                   | 17                                  | 11                                  | Rock Steady                  |
| 2002 | "Hella Good"                | —                                   | 8                                   | 44                                  | 26                                  | 13                                  | —                                   | 12                                  | 17                                  | —                                   | 78                                  | Rock Steady                  |
| 2002 | "Underneath It All"         | 42                                  | 28                                  | 34                                  | 35                                  | 3                                   | 71                                  | 18                                  | 8                                   | 39                                  | 54                                  | Rock Steady                  |
| 2003 | "Running"                   | 55                                  | —                                   | —                                   | —                                   | 62                                  | —                                   | —                                   | —                                   | —                                   | —                                   | Rock Steady                  |
| 2003 | "It's My Life"              | 9                                   | 7                                   | 12                                  | 30                                  | 10                                  | 19                                  | 17                                  | 8                                   | 4                                   | 12                                  | The Singles 1992-2003        |
| 2004 | "Bathwater"(overlord remix) | —                                   | 61                                  | —                                   | —                                   | —                                   | —                                   | 17                                  | —                                   | —                                   | —                                   | The Singles 1992-2003        |
| 2012 | "Settle Down"               | 31                                  | 41                                  | —                                   | 23                                  | 34                                  | 163                                 | —                                   | —                                   | —                                   | 48                                  | Push and Shove               |
| 2012 | "Looking Hot"               | —                                   | —                                   | —                                   | —                                   | —                                   | —                                   | 397                                 | —                                   | —                                   | —                                   | Push and Shove               |

## Miscelâneo
- 1995: Live in LA
- 1997: Hits from Orange County - The Singles Collection

## DVDs
- 1997: Live in the Tragic Kingdom
- 2003: Rock Steady Live
- 2003: The Videos 1992-2003
- 2006: No Doubt: Live in the Tragic Kingdom

## Videografia
- 1992: "Big City Train" (direção: Eric Stefani)
- 1992: "Trapped in a Box" (direção: Mike Zykoff)
- 1995: "Just A Girl" (direção: Mark Kohr)
- 1996: "Spiderwebs" (direção: Marcus Nispel)
- 1996: "Don't Speak" (direção: Sophie Muller)
- 1996: "Excuse Me Mr." (direção: Sophie Muller)
- 1996: "Sunday Morning" (direção: Sophie Muller)
- 1997: "Hey You" (direção: Sophie Muller)
- 1997: "Oi to the World" (direção: Sophie Muller)
- 1999: "New" (direção: Jake Scott)
- 2000: "Ex-Girlfriend" (direção: Hype Williams)
- 2000: "Simple Kind of Life" (direção: Sophie Muller)
- 2001: "Bathwater" (direção: Sophie Muller)
- 2001: "Hey Baby" (direção: Dave Meyers)
- 2002: "Hella Good" (direção: Mark Romanek)
- 2002: "Underneath It All" (direção: Sophie Muller)
- 2003: "Running" (direção: Chris Hafner)
- 2003: "It's My Life" (direção: David LaChapelle)
- 2004: "Bathwater (Invincible Overlord Remix)" (direção: Sophie Muller)
- 2012: "Settle Down" (direção: Sophie Muller)